# سيسيليا فرانك
سيسيليا فرانك (بالسويدية: Cecilia Frank)‏ هي مصممة جرافيك سويدية، ولدت في 8 يونيو 1963.